# The Stranger (1995)
The Stranger é um filme de ação de artes marciais estadunidense de 1995 dirigido por Fritz Kiersch e estrelado pela ex-campeã profissional de kickboxing Kathy Long. O filme foi lançado direto para home video em 1995.

## Sinopse
Durante anos, a minúscula cidade de Lakeview, no deserto, no Arizona, foi governada por uma gangue de motociclistas foragidos, liderada por um homem conhecido como Angel. Os residentes estão apavorados até a submissão, e o xerife local Gordon Cole não é o mesmo desde que a gangue estuprou e assassinou sua noiva Bridget por tentar trazer evidências de seus crimes para o FBI. Atormentado pela dor e pelo alcoolismo, ele não tem mais vontade de enfrentá-los.
Um dia, uma jovem misteriosa vestida de couro preto chega à cidade em uma motocicleta e imediatamente começa a matar membros da gangue de Angel. Quando Cole tenta questioná-la sobre os assassinatos, ele percebe sua notável semelhança com sua noiva e é instantaneamente atraído por ela, para grande desgosto da lojista local Sally Womack, que sempre quis Cole para si desde a morte de Bridget.
Temendo retaliação de Angel (que atualmente está fora da cidade) pela morte de seus homens, Sally implora que Cole prenda a mulher, mas ele se recusa a tomar qualquer atitude contra ela. Implacável, Sally pede a ajuda do corrupto delegado Steve Stowe de Cole e do prefeito de Lakeview para capturá-la, mas o tiro sai pela culatra, resultando na morte de Stowe. Enquanto isso, a mulher, uma hábil combatente corpo a corpo, continua a eliminar os motoqueiros um por um, enquanto aguarda o retorno de Angel.
Durante seu tempo em Lakeview, a mulher conhece várias pessoas da cidade, principalmente a irmã mais nova de Bridget, Gordet, que vive como uma vagabunda desde que testemunhou a morte brutal de sua irmã. Depois de ouvir sua história, a mulher pega a garota emocionalmente abalada sob sua proteção e tenta ajudá-la a recuperar sua vida.
Eventualmente, Cole se envolve romanticamente com a mulher, mas não consegue descobrir nada sobre sua origem. Ela é, sem dúvida, a imagem espelhada de sua noiva Bridget, mas se as duas são parentes, a mulher não dá nenhuma indicação. No entanto, quando o assunto de Angel é trazido à tona, ela com raiva admoesta Cole por sua inércia, fazendo-o sair furioso. Quando ele tenta confessar seu amor por ela, ela enigmaticamente responde que ele está "apaixonado por um fantasma".
Com o retorno de Angel iminente, os residentes de Lakeview começam uma evacuação em grande escala. Embora Sally tente convencer Cole a partir com ela, ele opta por ficar para trás e ajudar a mulher a defender a cidade. Com Gordet atuando como um vigia, Cole e a mulher são capazes de trabalhar juntos para despachar os poucos membros restantes da gangue de Angel. Finalmente, a mulher encontra Angel cara a cara na rua, onde eles lutam até a morte. Vitoriosa, a mulher se despede de Cole e Gordet e cavalga ao pôr do sol, deixando ambos e o público especulando sobre sua identidade.

## Elenco
- Kathy Long como "The Stranger"
- Andrew Divoff como Angel
- Eric Pierpoint como xerife Gordon Cole
- Robin Lynn Heath como Gordet
- Ash Adams como delegado Steve Stowe
- Ginger Lynn Allen como Sally Womack
- Hunter von Leer como prefeito Carl Perkins

## Produção

### Filmagem
The Stranger foi filmado em 1994 em Coaldale, Nevada, que agora é uma cidade fantasma.